# ミドルセックス郡 (バージニア州)
ミドルセックス郡（英: Middlesex County）は、アメリカ合衆国バージニア州の東部、ミドル半島に位置する郡である。2010年国勢調査での人口は10,959人であり、2000年の9,932人から10.3%増加した。郡庁所在地は国勢調査指定地域のサルーダ（人口769人）であり、同郡で人口最大の町はやはり国勢調査指定地域であるデルタビル（人口1,119人）である。

## 歴史
ミドルセックス郡となった地域への入植は1640年頃に始まり、1669年にランカスター郡から分離して公式に郡になった。郡内唯一の法人化町アーバナは1680年に設立され、当初は農産物を積み出す港として、後には郡の商業と政治の中心として機能した。
プランテーションのローズギル・エステイツは1649年に建設され、2代のバージニア総督（トマス・コールペパー男爵の下で務めたヘンリー・シシリーと、第5代ハワード・オブ・エフィンガム男爵フランシス・ハワード）の間、暫定郡庁所在地となった。その家屋は現在私有家屋として残っているが、荘園はノーザン・バージニア開発会社に買収され、その大半は700の住宅地になる計画である。開発計画の第1段階として行われた考古学調査で、ニムコック族インディアンの集落とローズギル奴隷社会の一部だったものの様相が明らかにされた。開発業者は人工物の出てきた土地に住宅を建設する意図だが、今後の発掘と研究が不可能になる。
南北戦争のとき、北軍ジョージ・マクレラン将軍が1862年に行ったアメリカ連合国首都リッチモンド市を落とすための半島方面作戦では、アーバナが最初の上陸地点とされていたが、結局モンロー砦を出発点に変更し、首都までの陸路の距離がほぼ2倍になった。リッチモンドの入り口に到着するまで遅れたことで、南軍はしっかりした防衛線を構築する時間ができ、作戦を失敗に終わらせた。
歴史あるミドルセックス郡庁舎は1850年から1874年に掛けて、建築家ウィリアム・R・ジョーンズとジョン・P・ヒルによって建設され、現在は アメリカ合衆国国家歴史登録財に指定されている。新郡庁舎の建設は2003年に始められ、2004年に完工した。しかし郡と建築家の間で法廷論争があったために、使い始めたのは2007年9月になってからだった。歴史あるミドルセックス郡庁舎は改修され、現在は郡政委員会会議室と登記官事務所として使われている。
アーバナは1902年4月2日に法人化され、その広さは0.49平方マイル (1.27 km2) ある。この町は郡最大の商業中心で唯一の法人化町だったが、郡庁所在地はアメリカ国道17号線沿いのサルーダに移転された。その東、スティングレーポイントに近い所、州道33号線のラッパハノック川河口とピアンカタンク川の間にデルタビルの村がある。この村はかつて木造船建造の中心地であり、現在も商業とレクリエーションの中心である。スティングレーの東にある水際には多くのマリーナがあり、特にブロード・クリーク沿いに集中している。

## 地理
ミドルセックス郡はミドル半島の東端に位置している。北はラッパハノック川、東はチェサピーク湾、南西はピアンカタンク川とドラゴンラン湿地、北西はエセックス郡に接している。
アメリカ合衆国国勢調査局に拠れば、郡域全面積は211平方マイル (546 km2)であり、このうち陸地130平方マイル (337 km2)、水域は80平方マイル (208 km2)で水域率は38.18%である。海岸線の延長は217キロメートルある。

### 隣接する郡
- ランカスター郡 - 北
- マシューズ郡 - 南
- グロスター郡 - 南西
- キングアンドクイーン郡 - 西
- エセックス郡 - 北西

## 人口動態
以下は2000年国勢調査による人口統計データである。
| 基礎データ - 人口: 9,932人 - 世帯数: 4,253 世帯 - 家族数: 2,913 家族 - 人口密度: 29人/km2（76人/mi2） - 住居数: 6,362軒 - 住居密度: 19軒/km2（49軒/mi2） 人種別人口構成 - 白人: 78.50% - アフリカン・アメリカン: 20.13% - ネイティブ・アメリカン: 0.25% - アジア人: 0.12% - その他の人種: 0.41% - 混血: 0.58% - ヒスパニック・ラテン系: 0.55% 年齢別人口構成 - 18歳未満: 19.2% - 18-24歳: 5.1% - 25-44歳: 22.9% - 45-64歳: 30.3% - 65歳以上: 22.5% - 年齢の中央値: 47歳 - 性比（女性100人あたり男性の人口） - 総人口: 92.5 - 18歳以上: 90.5 | 世帯と家族（対世帯数） - 18歳未満の子供がいる: 32.4% - 結婚・同居している夫婦: 56.1% - 未婚・離婚・死別女性が世帯主: 9.5% - 非家族世帯: 31.5% - 単身世帯: 27.1% - 65歳以上の老人1人暮らし: 14.4% - 平均構成人数 - 世帯: 2.27人 - 家族: 2.73人 収入と家計 - 収入の中央値 - 世帯: 36,875米ドル - 家族: 43,440米ドル - 性別 - 男性: 30,842米ドル - 女性: 23,659米ドル - 人口1人あたり収入: 22,708米ドル - 貧困線以下 - 対人口: 13.0% - 対家族数: 9.7% - 18歳未満: 20.7% - 65歳以上: 10.7% |

## 町
- アーバナ

### 未編入の町
- デルタビル
- サルーダ - 郡庁所在地
- トッピング
- ハートフィールド